# 新疆政法学院
新疆政法学院是位于新疆生产建设兵团第三师图木舒克市的一所公办普通高等学校，是主要面向新疆生产建设兵团监狱管理局培养司法行政机关人民警察的司法警察院校，原名新疆兵团警官高等专科学校。

## 沿革
1980年代初，新疆生产建设兵团接收了来自内地的数万名重刑犯、顽危犯、反改造尖子等罪犯。为培养劳改工作干部，根据1984年1月21日《关于设置兵团劳改局和成立兵团劳改干部学校的批复》（新编字〔1984〕24号），正式成立新疆生产建设兵团劳改工作干部学校。临时校址在乌鲁木齐市头屯河。1985年1月2日，根据《对兵团党委政法委员会〈关于兵团劳改工作干部学校校址、机构、编制问题的请示报告〉的批复》（兵党字〔85〕01号），校址设在五家渠新区。当时该校的任务主要是培训在职干警，每年培训3到4期，300到400人次。教职员工50余人，教师18人。
1987年4月，经中华人民共和国农牧渔业部和新疆维吾尔自治区人民政府批准，该校更名为“新疆生产建设兵团劳改工作警察学校”。1988年，经新疆广播电视大学批准，该校成立电大工作站，开展大中专学历教育。
1993年5月，经中华人民共和国农业部和新疆维吾尔自治区人民政府批准，增挂“公安司法学校”牌子，列入国家普通招生计划，开展高中及初中起点的普通中专学历教育。
1996年3月，根据中华人民共和国司法部指示，经新疆生产建设兵团编委批准，该校更名为“新疆生产建设兵团警官学校、公安司法学校”，同年加挂“兵团政法干部培训中心”牌子。
1997年6月，该校通过中华人民共和国司法部及新疆生产建设兵团教委对办学条件及质量的两级评估验收，获确定为省部级重点中等专业学校，成为司法部在西北五省（区）唯一的部级重点中等专业学校。
2001年3月，学校党委启动了申报兵团警官高等职业学院的工作。2001年9月13日，由新疆生产建设兵团教委、新疆生产建设兵团监狱管理局联合向新疆生产建设兵团办公厅呈请。2001年10月10日，新疆生产建设兵团司令员第14次办公会议一致同意向中华人民共和国教育部申办兵团警官高等职业学院。2001年10月15日，新疆生产建设兵团办公厅正式向中华人民共和国教育部呈请。2002年11月，教育部专家评估组评估了学校申办工作，2002年11月8日评估工作获得通过。并且主动提出将申报兵团警官高等职业学院的名称确定为“兵团警官高等专科学校”。2003年4月16日，教育部教发函〔2003〕115号文件批复同意建立新疆兵团警官高等专科学校。该校是全日制的普通高校。
2021年1月25日，经中华人民共和国教育部批准，石河子大学科技学院（独立学院）脱离石河子大学管理，与新疆兵团警官高等专科学校两校（院）合并转设，重新组建为公办普通高等学校新疆政法学院，由新疆生产建设兵团领导管理。

## 教学机构
- 马克思主义学院
- 法学院
- 司法警官学院
- 信息网络安全学院
- 经济管理学院
- 人文艺术学院
- 继续教育学院
- 基础教学部[4]

## 历任领导
| 校长 …… - 褚哈刚（？—？，新疆生产建设兵团警官学校、公安司法学校校长） - 范玉刚（？—？，党委副书记） - 延永生（？—，党委副书记） | 党委书记 …… - 褚哈刚（？—？） - 刘新民（？—？） - 胡春丽（2016年—） |